# San Miniato
San Miniato is een gemeente in de Italiaanse provincie Pisa (regio Toscane) en telt 27.067 inwoners (31-12-2004). De oppervlakte bedraagt 102,5 km², de bevolkingsdichtheid is 264 inwoners per km².

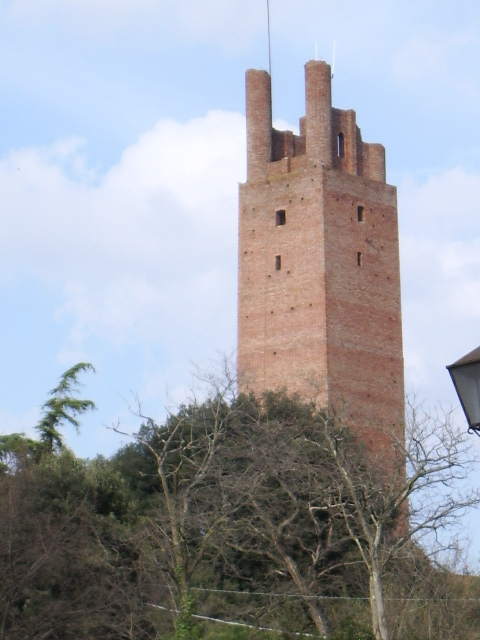
La Rocca (het kasteel) van San Miniato

De volgende frazioni maken deel uit van de gemeente: Balconevisi, Bucciano, Catena, Cigoli, Corazzano, Cusignano, Isola, La Scala, La Serra, Molino d'Egola, Moriolo, Ponte a Egola, Ponte a Elsa, Roffia, San Donato, San Miniato Basso, San Romano, Stibbio.

## Geografie
De gemeente ligt op ongeveer 140 m boven zeeniveau.
San Miniato grenst aan de volgende gemeenten: Castelfiorentino (FI), Castelfranco di Sotto, Cerreto Guidi (FI), Empoli (FI), Fucecchio (FI), Montaione (FI), Montopoli in Val d'Arno, Palaia, Santa Croce sull'Arno.

## Demografie
San Miniato telt ongeveer 10030 huishoudens. Het aantal inwoners steeg in de periode 1991-2001 met 4,0% volgens cijfers uit de tienjaarlijkse volkstellingen van ISTAT.
| Jaar | Inwoneraantal |
| ---- | ------------- |
| 1991 | 25.352        |
| 2001 | 26.365        |

## Geboren
- Francesco Sforza (1401-1466), hertog van Milaan
- Vittorio Taviani (1929–2018), filmregisseur
- Paolo Taviani (1931-2024), filmregisseur
- Marco Zamparella (1987), wielrenner
- Mirko Trosino (1992), wielrenner